# Казанка (центр громади)
Каза́нка — селище в Україні, адміністративний центр Казанківської селищної громади Баштанського району Миколаївської області.

## Географічне розташування
Селище Казанка розташоване за  132 км від обласного центру, 35 км від міста Кривий Ріг на автошляху національного значення Н11. За 9 км від селища розташована однойменна залізнична станція.

## Історичні відомості
Засноване у 1800 році селянами-переселенцями з Курської губернії. Перші поселенці прибули на свято Казанської ікони Божої матері, на честь якого й назвали село.
За даними на 1859 рік у казенному селі Єлизаветградського повіту Херсонської губернії мешкало 4487 осіб (2347 чоловіків та 2140 жінок), налічувалось 686 дворових господарств, існувала православна церква.
Станом на 1886 рік у колишньому державному селі, центрі Казанківської волості, мешкала 4881 особа, налічувався 881 двір, існували 2 православні церкви, єврейський молитовний будинок, церковно-приходська школа, відкрита у 1872 році, земська станція, 13 лавок, трактир, винний склад, 2 постоялих двори, відбувались базари по неділях та ярмарки: 25 березня, 15 травня та 14 вересня,. За 5 верст — молитовний будинок. За 7 верст — залізнична станція.
1974 року засновано Казанківський історичний музей.
13 квітня 2015 року в селищі невідомими патріотами повалено пам'ятник Леніну.
29 вересня 2017 року шляхом об'єднання Казанківської селищної ради та Великоолександрівської, Дмитрівської, Дмитро-Білівської, Лагодівської, Миколаївської, Михайлівської, Новоданилівської, Троїцько-Сафонівської сільських рад Казанківського району утворена Казанківська селищна громада з адміністративним центром в селищі Казанка.
19 липня 2020 року, в результаті адміністративно-територіальної реформи та ліквідації Казанківського району, селище увійшло до складу новоутвореного Баштанського району.
26 січня 2024 року в Україні набув чинності Закон № 3285-IX, який передбачає дерадянізацію адміністративно-територіального устрою України, селище міського типу Казанка набуло статусу селища.

## Населення

### Мова
Розподіл населення за рідною мовою за даними перепису 2001 року:
| Мова            | Кількість | Відсоток |
| --------------- | --------- | -------- |
| українська      | 7710      | 92.82 %  |
| російська       | 524       | 6.31 %   |
| білоруська      | 23        | 0.27 %   |
| румунська       | 16        | 0.19 %   |
| вірменська      | 14        | 0.17 %   |
| гагаузька       | 4         | 0.05 %   |
| болгарська      | 3         | 0.04 %   |
| польська        | 1         | 0.01 %   |
| німецька        | 1         | 0.01 %   |
| інші/не вказали | 10        | 0.13 %   |
| Усього          | 8306      | 100 %    |

## Персоналії
Уродженці селища
- Бурлака Валерій Сергійович (1945—2003) — український графік
- Зубик Євгеній Олександрович (1989—2022) — солдат Збройних сил України, учасник російсько-української війни
- Кремінь Тарас Дмитрович (нар. 1978) — український політик, науковець, громадський діяч, уповноважений із захисту державної мови
- Мирович Анатолій Іванович (1914—1976) — радянський військовий льотчик
- Нікулін Анатолій Данилович (1937—2004) —  колгоспник, механізатор; повний кавалер ордена Трудової Слави